# Leben des heiligen Armel (Ploërmel)

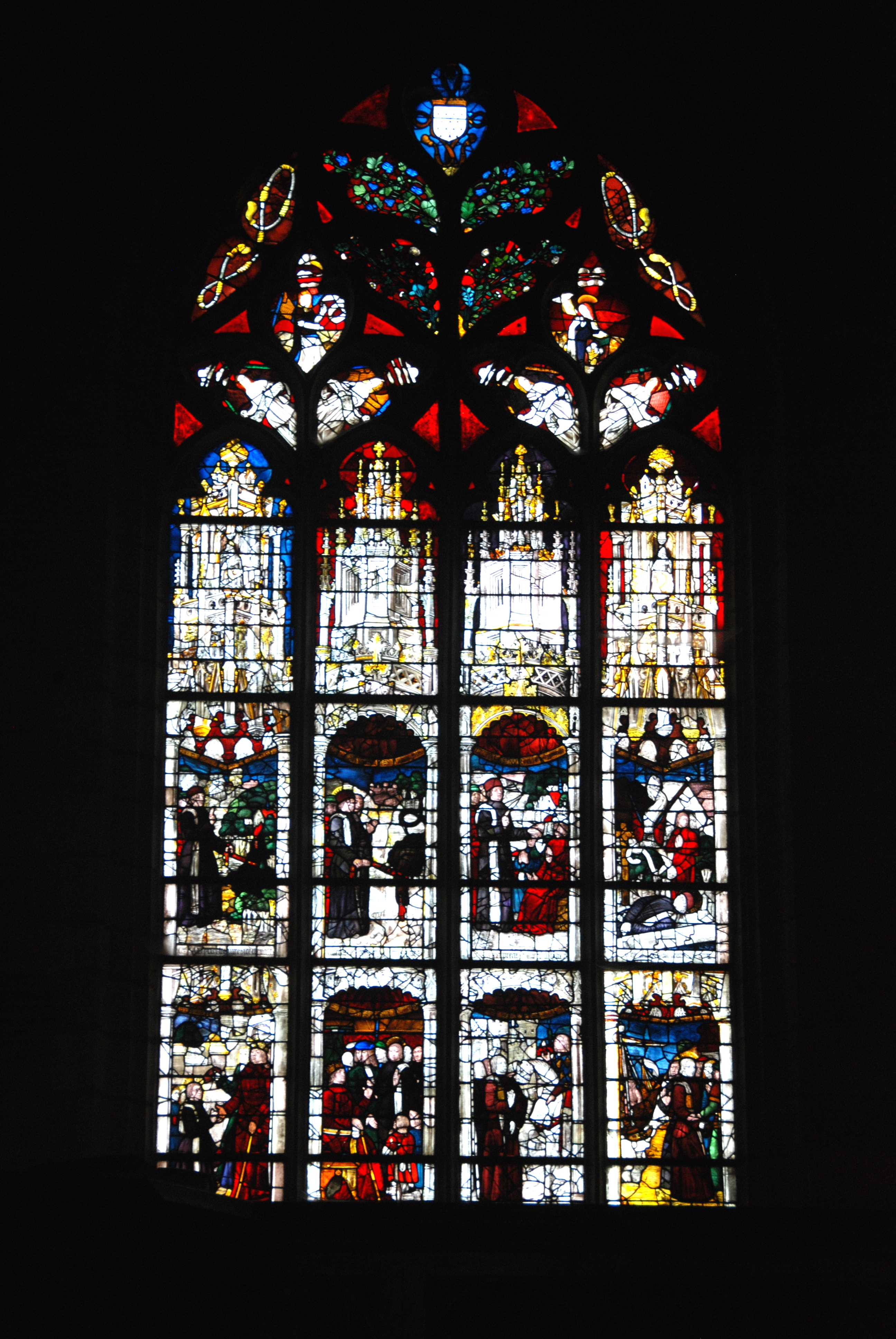
Fenster Leben des heiligen Armel in Ploërmel

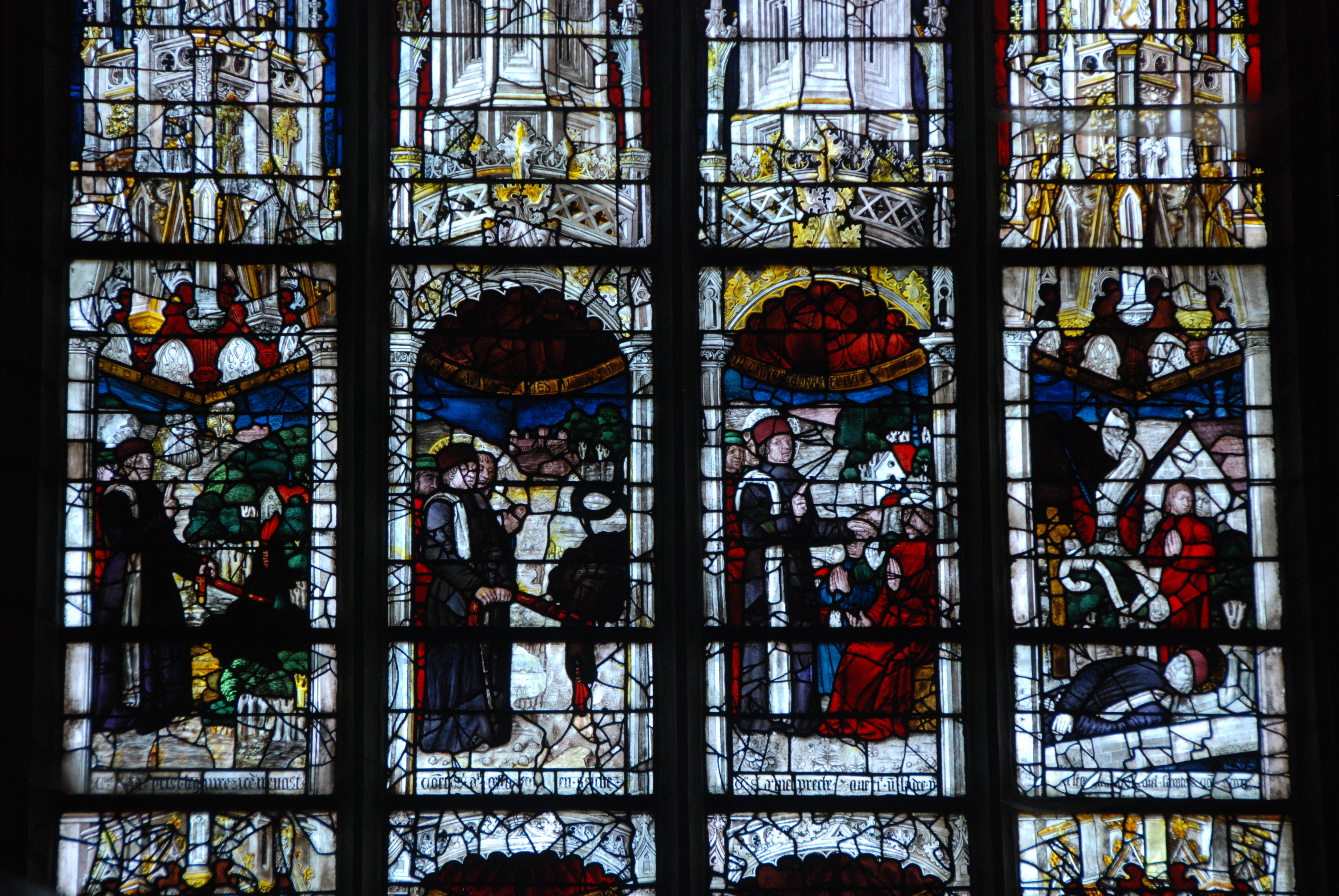
Ausschnitt

Das Fenster Leben des heiligen Armel in der katholischen Kirche St-Armel in Ploërmel, einer französischen Gemeinde im Département Morbihan in der Region Bretagne, wurde um 1600 geschaffen. Das Bleiglasfenster wurde 1907 als Monument historique in die Liste der geschützten Objekte (Base Palissy) in Frankreich aufgenommen.
Das Fenster zeigt verschiedene Szenen aus dem Leben des heiligen Armel (* 482). Es entstammt im Original einer unbekannten Werkstatt und wurde 1862 von Antoine Lusson restauriert.
Die teilweise nicht mehr lesbaren Inschriften lauten: 

„Ct St Armel prêt côté de ses ...“

„Cet S Armel prech z queril u ladre“

„Sager du roy vint querir St Armel e bretaigne“

„C St Xm ... e sa velle grit“

„Ct St Xel le givre e seiche“

„Coet l’eae a St Armel la mort et cot il trépassa“

In der Kirche sind neben diesem Passionsfenster viele weitere Fenster aus der Zeit der Renaissance erhalten (siehe Navigationsleiste).